# メッセンジャー (お笑いコンビ)
メッセンジャーは、吉本興業所属のお笑いコンビ。1991年結成。NSC大阪校10期生。
共にピンでの活動が多く、かつて黒田は「メッセンジャー黒田」、あいはらは「メッセンジャーあいはら」とそれぞれ名乗っていたが現在ではフルネームを名乗ることも多い（特に黒田）。

## メンバー
黒田 有（くろだ たもつ、1970年1月29日 - ）（55歳）
主にボケ・ネタ作り担当。
大阪府東大阪市出身、血液型はA型。
貧乏ネタとオカンネタが多い。
ふぐの調理師免許を所持している。
ベンツに乗っている。
2009年12月25日深夜、大阪市中央区宗右衛門町の飲食店内で料金トラブルから男性店長に殴る蹴るなどの暴行を働き、店長の目の下の骨を折るなど全治2か月を要する重傷を負わせた傷害被疑事件の被疑者として逮捕された。しかし目の下の骨折は被害者である店長の事件以前による怪我で、今回の事件とは無関係及び勘違いである事が発覚。更に2010年1月12日には被害者と示談が成立したとして、起訴猶予処分で釈放された。ただし釈放後もしばらくの間は謹慎処分とされていた。釈放から約3ヶ月経った4月4日、京橋花月の舞台にて復帰を果たす。

あいはら（本名：會原 雅一〈あいはら まさかず〉1969年9月6日 - ）（55歳）
主にツッコミ担当。
大阪府岸和田市出身、血液型はA型。
妻は美容室を経営していた。
どんな話題からでも下ネタに持っていく傾向があり、エロトークで興奮すると鼻が詰まる。
愛車はレクサス・IS300h Fスポーツ。

## 受賞歴
- 1993年 今宮子供えびすマンザイ新人コンクール（第14回、こども大賞）
- 1994年 爆笑BOOING第4代グランドチャンピオン
- 1995年 ABCお笑い新人グランプリ（第16回、審査員特別賞）
- 2003年 上方お笑い大賞（第32回、最優秀技能賞）
- 2005年 上方漫才大賞（第40回、奨励賞）
- 2006年 上方お笑い大賞（第35回、大賞）
- 2007年 上方漫才大賞（第42回、大賞）
- 2011年 THE MANZAI 2011認定漫才師

## 出演番組
メッセンジャーとして出演番組を記載、個別での出演番組は個人の項目参照。

### 現在

#### ラジオ番組
- それゆけ!メッセンジャー（毎日放送）

### 過去

#### テレビ番組
- オールザッツ漫才（1991年 - 2002年、毎日放送/関西ローカル）※テレビデビュー
- メッセ弾（テレビ大阪）
- ブレイクもの!（フジテレビ）
- 吉本海岸通り劇場 アチャコTV（サンテレビ）
- 笑いの剣（朝日放送）
- すんげー!Best10（朝日放送）
- 光速脳天!ベタキング（関西テレビ）
- のりノリ天国（サンテレビ）
- あさイチ!relax（読売テレビ）
- あさリラ!（読売テレビ）
- 情報満載 ひるまで!すっぴん!・木曜（読売テレビ）
- 爆笑BOOING（関西テレビ放送）※第4代グランドチャンピオン
- 明石家さんちゃんねる（TBS）
- うめだメッセ（朝日放送）
- 艶艶メッセンジャー（朝日放送）
- メッセンジャー&なるみの大阪ワイドショー（毎日放送）
- メッセンジャーの○○は大丈夫なのか?（毎日放送）

#### ラジオ番組
- メッセンジャー
  - MBSヤングタウン・月曜（毎日放送）
  - ハイヤングKYOTO メッセンジャーの凹（KBS京都）
- あいはら単独
  - 「ABCラジオ設立記念特別番組 ラジオは愛だ!?」（朝日放送、2018年5月27日）[3]